# Ô-de-Selle
Ô-de-Selle es una comuna nueva francesa situada en el departamento de Somme, de la región de Alta Francia.

## Historia
Fue creada el 1 de enero de 2019, en aplicación de una resolución del prefecto de Somme de 7 de diciembre de 2018 con la unión de las comunas de Lœuilly, Neuville-lès-Lœuilly y Tilloy-lès-Conty, pasando a estar el ayuntamiento en la antigua comuna de Lœuilly.

## Demografía
Según los datos aportados en la resolución del prefecto de Somme, la comuna se crea con 1248 habitantes.

## Composición
| Comuna fusionada     | Código INSEE | Población (2016) | Superficie (km²) | Densidad (hab./km²) |
| -------------------- | ------------ | ---------------- | ---------------- | ------------------- |
| Lœuilly              | 80485        | 843              | 17.21            | 49                  |
| Neuville-lès-Lœuilly | 80594        | 126              | 3.17             | 40                  |
| Tilloy-lès-Conty     | 80761        | 253              | 6.34             | 40                  |